# Лоббизм в Канаде
Лобби́зм в Кана́де — легальный вид деятельности по продвижению проектов государственных решений в этой стране. В Канаде, как и в США, лоббисты обязательно регистрируются, периодически подают отчетность, а их деятельность детально регулируется правовыми актами. Законодательство о лоббизме сформировалось в Канаде с конца 1980-х годов и делится на федеральное и региональное. Всего в стране действуют несколько тысяч зарегистрированных лоббистов. Особенностью Канады является то, что законом не ограничивается лоббирование со стороны иностранных организаций.

## История
Законодательное регулирование лоббизма в Канаде началось позже, чем в США. Только в 1989 году в Канаде вступил в законную силу Акт о регистрации лоббистов. В своей первоначальной редакции он определял лоббиста как «лицо, которое за плату от своего имени или от имени и в интересах любого физического лица или организации взаимодействует с должностными лицами в попытках повлиять на принятие государственных решений». В 2003 году было внесено уточнение (вступило в силу в 2005 году), которое заменило «взаимодействие в попытке влияния» на «взаимодействие относительно государственных решений».

## Правовое регулирование лоббизма
В Канаде лоббизм регулируется на двух уровнях: федеральном и региональном. На федеральном уровне действует Акт о регистрации лоббистов (по состоянию на 2014 год он назывался Акт о лоббизме), который предусматривает следующее:
- Введена должность Уполномоченного по лоббизму, который отчитывается перед парламентом страны 1 раз в год, а также после каждого расследования о соблюдении Акта о лоббизме и Кодекса поведения лоббистов;
- Старшие государственные служащие (включая министров и сотрудников министерств) не имеют права работать лоббистами или в лоббистских компаниях в течение 5 лет после отставки;
- Чиновник не имеет права принимать деньги от лоббистов.

Лоббизмом считается любое взаимодействие с должностным лицом с целью принятия «государственного решения». К государственным решениям закон относит следующие действия:
- Развитие любой законодательной инициативы правительства или члена парламента Канады;
- Внесение, принятие, отмену закона (постановления) или внесение поправок в любой закон постановление);
- Принятие или изменение любого акта органов исполнительной власти;
- Создание или изменение политических программ;
- Заключение государственных контрактов;
- Получение грантов, взносов или других финансовых выгод.

Закон 1989 года не распространяется на должностных лиц провинций и органов местного самоуправления. Поэтому провинции Канады приняли свои нормативные акты о лоббизме. В Квебеке в 2002 году принят специальный Акт об открытости и этичности лоббизма и создана своя служба регистрации лоббистов, причём контроль осуществляет Уполномоченный по лоббизму провинции Квебек. В Онтарио закон о лоббизме был принят в 1998 году, а в Ньюфаундленде в 2005 году.
Также работа федеральных лоббистов регламентируется Кодексом поведения лоббистов (вступил в силу в 1997 году). На уровне провинций (кроме Квебека) подобные кодексы отсутствуют.
Лоббирование со стороны иностранных организаций в Канаде не ограничивается законом.

## Регистрация лоббистов
Регистрация лоббистов осуществляется по всей Канаде в электронной форме, причём часть предоставляемой информации размещается в свободном доступе. Например, при регистрации на федеральном уровне общедоступна следующая информация, которую должен указать лоббист при регистрации:
- Названия и имена клиентов;
- Список своих сотрудников;
- Названия компаний, являющихся дочерними или их учредителями и которые могут получить преимущества или прибыль в связи с конкретной лоббистской деятельностью;
- Перечень вопросов, по которым осуществляется лоббистская деятельность;
- Имена должностных лиц, с которыми осуществляются контакты;
- Все источники государственного финансирования проектов (при их наличии);
- Способы, с помощью которых осуществляется общение с представителями органов власти.

Каждый лоббист должен периодически перерегистрироваться. На федеральном уровне перерегистрация проводится 1 раз в 6 месяцев, на уровне провинции срок может быть другим (например, в Онтарио лоббист-консультант проходит ее 1 раз в 3 месяца, а корпоративный лоббист 1 раз в 6 месяцев).

## Организационные формы лоббизма
Закон делит лоббистов Канады на категории:
- Платные консультанты по связям с государственными органами, которые обязаны регистрировать каждую сделку с клиентом.
- Сотрудники корпораций. Закон обязывает регистрировать корпорацию в качестве лоббиста, если время, затрачиваемое на лоббирование ее сотрудниками, превышает 20 % рабочего времени лица, работающего полный рабочий день.
- Сотрудники некоммерческих организаций. Закон обязывает регистрировать некоммерческую организацию в качестве лоббиста, если время, затрачиваемое на лоббирование ее сотрудниками, превышает 20 % рабочего времени лица, работающего полный рабочий день.

Лоббист всегда выступает как физическое лицо. Разница состоит в том, что если индивидуальный консультант сам подает регистрационную форму и отчетность, то за сотрудника организации это делает его фирма.

## Численность лоббистов в Канаде и сферы их деятельности
На март 2014 года в Канаде на федеральном уровне действовали 5178 зарегистрированных лоббистов. Основная часть лоббистов трудилась в промышленности (1221) и в сфере налогообложения (945). Кроме них большое количество лоббистов зарегистрировано в провинциях. Например, в Онтарио на март 2014 года были зарегистрированы 1663 лоббиста.

## Ответственность лоббистов и надзор за ними
За нарушение лоббистом федерального порядка регистрации полагается штраф в размере до 50 тыс. канадских долларов и тюремное заключение до 6 месяцев, за предоставление ложных сведений (или подложных документов) — штраф до 200 тыс. канадских долларов и тюремное заключение до 2-х лет. Вплоть до 2005 года не было ни одного случая привлечения к ответственности за это деяние. С 2005 года штрафы накладывались, но крайне редко.
Надзором за федеральными лоббистами по Акту 1989 года занимается специальный Уполномоченный по лоббизму (The Commissioner of Lobbying), который имеет право вызывать лиц для допроса под присягой и истребовать документы и доказательства. Уполномоченный независим от исполнительной власти и назначается на 7 лет обеими палатами канадского парламента, перед которым ежегодно отчитывается. Он следит за соблюдением федеральными лоббистами не только Акта 1989 года, но и Кодекса поведения лоббистов.
Провинции сами определяют меры наказания за нарушение собственного законодательства о лоббизме. Например, в Квебеке за лоббистскую деятельность без регистрации штраф составляет от 500 до 25 000 канадских долларов, а в Новой Шотландии, Онтарио и Ньюфаундленде за первое нарушение штраф составляет 25 000, а за последующее — до 100 000 канадских долларов. В провинциях существуют собственные органы надзора за лоббистами. Например, в Квебеке действует Уполномоченный по лоббизму провинции Квебек.